# Шевелуха, Виктор Степанович
Ви́ктор Степа́нович Шевелу́ха (11 января 1929, с. Лелековка — 25 января 2018, Москва) — советский и российский учёный, политический деятель. Депутат Государственной Думы первого (1994—1995) и второго созывов (1995—1999), член фракции КПРФ. Член ЦК КПРФ.
Учёный в области физиологии и биотехнологии растений, селекции и растениеводства. Доктор биологических наук (1972), профессор, действительный член ВАСХНИЛ (1985), академик Российской академии наук (2013).

## Биография
С 15 лет начал работать слесарем на шахтах и железной дороге в городах Кривом Роге и Пятихатки Днепропетровской области.
В 1950 году с отличием окончил два отделения — семеноводства и механизации — Эрастовского сельскохозяйственного техникума. В 1955 году с отличием окончил отделение селекции и семеноводства агрономического факультета Московской сельскохозяйственной академии им. К. А. Тимирязева по специальности «учёный-агроном».
В 1955—1958 годах — главный агроном учебно-опытного хозяйства. В 1958—1960 годах — начальник Ярославского областного управления сельского хозяйства. В 1960—1962 годах — первый заместитель председателя Ярославского облисполкома. В 1962—1964 годах — первый заместитель председателя Ярославского облисполкома и начальник областного управления сельского хозяйства Ярославской области.
В 1964—1973 годах — старший преподаватель, доцент, профессор, заведующий кафедрой растениеводства Белорусской сельскохозяйственной академии. В 1973—1974 годах — директор Белорусского НИИ земледелия.
В 1974—1979 годах — секретарь ЦК Компартии Беларуси по сельскому хозяйству. В 1979—1984 годах — заместитель министра сельского хозяйства СССР. В 1984—1993 годах — академик-секретарь Всесоюзной (Российской) академии сельскохозяйственных наук (ВАСХНИЛ-РАСХН), заведующий кафедрой биотехнологии Московской сельскохозяйственной академии им. К. А. Тимирязева.
В 1984—1992 годах — член президиума, академик-секретарь Отделения растениеводства и селекции ВАСХНИЛ. В 1992—1997 годах — академик-секретарь Отделения растениеводства и селекции РАСХН, с 1997 года — член президиума РАСХН. В 1986—2007 годах — заведующий кафедрой сельскохозяйственной биотехнологии.
Автор шести монографий и более 200 научных публикаций.

### Работа в Государственной Думе и «РУСО»
В декабре 1993 года избран депутатом Государственной Думы первого созыва по списку КПРФ. Был заместителем председателя Комитета по образованию, культуре и науке, членом фракции КПРФ.
В октябре 1995 года был включён в общефедеральный список КПРФ на выборах в Госдуму. Был избран депутатом Государственной Думы второго созыва по результатам голосования по общефедеральному округу. Одновременно Шевелуха баллотировался по Университетскому одномандатному избирательному округу № 201 Москвы, но занял там второе место после П. Г. Бунича. Вошёл в состав фракции КПРФ. Член Комитета по образованию и науке (председатель подкомитета по науке).
Член ЦИК КПРФ (1993—1995), ЦК КПРФ (с 1995 года).
Председатель общественной организации «Российские учёные социалистической ориентации» (РУСО) до 2014 года. На этом посту его сменил И. И. Никитчук.
Скончался 25 января 2018 года. Почти до самой смерти вёл активный для его возраста образ жизни, был «моржом», посещал спортклуб «Спортивный лужок» в районе Раменки города Москвы, являлся почётным членом клуба.. Похоронен на Востряковском кладбище Москвы.

## Признание
- Доктор биологических наук
- профессор
- Почётный доктор Белорусской государственной сельскохозяйственной академии.
- Заслуженный деятель науки и техники Российской Федерации и Республики Беларусь.
- В 1996 году за цикл работ «Физиологические основы роста, продуктивности, устойчивости и селекции растений» Шевелухе присуждена Государственная премия Российской Федерации в области науки и техники.

## Награды
- орден Трудового Красного Знамени (1976)
- орден Дружбы народов
- почётная грамота Верховного Совета БССР
- почётная грамота Верховного Совета РСФСР
- 5 медалей ВДНХ
- золотая медаль им. К. А. Тимирязева (1983)
- золотая медаль и премия им. В. И. Вернадского

Совет национальной безопасности и обороны Украины 2 мая 2018 года лишил В. С. Шевелуху всех государственных наград Украины посмертно [уточнить].